# Кроссетт (Арканзас)
Кроссетт (англ. Crossett) — місто (англ. city) в США, в окрузі Ешлі штату Арканзас. Населення — 4822 особи (2020).

## Географія
Кроссетт розташований на висоті 50 метрів над рівнем моря за координатами 33°7′44″ пн. ш. 91°57′49″ зх. д. / 33.12889° пн. ш. 91.96361° зх. д. (33.128853, -91.963494). За даними Бюро перепису населення США в 2010 році місто мало площу 15,90 км², з яких 15,46 км² — суходіл та 0,44 км² — водойми.

## Демографія
Згідно з переписом 2010 року, у місті мешкало 5507 осіб у 2274 домогосподарствах у складі 1554 родин. Густота населення становила 346 осіб/км². Було 2608 помешкань (164/км²).
Расовий склад населення:
| - 54,9 % — білих - 42,2 % — чорних або афроамериканців - 0,5 % — азіатів - 0,1 % — корінних американців - 1,1 % — осіб інших рас |

До двох чи більше рас належало 1,1 %. Іспаномовні складали 2,2 % від усіх жителів.
За віковим діапазоном населення розподілялося таким чином: 24,4 % — особи молодші 18 років, 56,7 % — особи у віці 18—64 років, 18,9 % — особи у віці 65 років та старші. Медіана віку мешканця становила 40,6 року. На 100 осіб жіночої статі у місті припадало 83,9 чоловіків; на 100 жінок у віці від 18 років та старших — 79,2 чоловіків також старших 18 років.
Середній дохід на одне домашнє господарство становив 46 332 долари США (медіана — 31 193), а середній дохід на одну сім'ю — 52 831 долар (медіана — 35 833). За межею бідності перебувало 23,2 % осіб, у тому числі 37,3 % дітей у віці до 18 років та 11,7 % осіб у віці 65 років та старших.
Цивільне працевлаштоване населення становило 1898 осіб. Основні галузі зайнятості: освіта, охорона здоров'я та соціальна допомога — 25,3 %, виробництво — 18,2 %, роздрібна торгівля — 15,7 %.
За даними перепису населення 2008 в Кроссетті мешкало 5518 осіб, 1745 сімей, налічувалося 2418 домашніх господарств і 2663 житлових будинки. Середня густота населення становила близько 393 осіб на один квадратний кілометр. Расовий склад Кроссетта за даними перепису розподілився таким чином: 59,50 % білих, 39,02 % — чорних або афроамериканців, 0,07 % — корінних американців, 0,46 % — азіатів, 0,02 % — вихідців з тихоокеанських островів, 0,64 % — представників змішаних рас, 0,30 % — інших народів. Іспаномовні склали 1,10 % від усіх жителів міста.
З 2418 домашніх господарств в 31,9 % — виховували дітей віком до 18 років, 52,4 % представляли собою подружні пари, які спільно проживали, в 16,3 % сімей жінки проживали без чоловіків, 27,8 % не мали сімей. 25,6 % від загального числа сімей на момент перепису жили самостійно, при цьому 12,8 % склали самотні літні люди у віці 65 років та старше. Середній розмір домашнього господарства склав 2,48 особи, а середній розмір родини — 2,96 особи.
Населення міста за віковим діапазоном за даними перепису 2000 року розподілилося таким чином: 26,5 % — жителі молодше 18 років, 7,8 % — між 18 і 24 роками, 25,4 % — від 25 до 44 років, 24,1 % — від 45 до 64 років і 16,2 % — у віці 65 років та старше. Середній вік мешканця склав 38 років. На кожні 100 жінок в Кроссетті припадало 87,4 чоловіків, у віці від 18 років та старше — 82,9 чоловіків також старше 18 років.
Середній дохід на одне домашнє господарство в місті склав 35 442 долара США, а середній дохід на одну сім'ю — 43 864 долара. При цьому чоловіки мали середній дохід в 41 667 доларів США на рік проти 22 206 доларів середньорічного доходу у жінок. Дохід на душу населення в місті склав 18 288 доларів на рік. 13,7 % від усього числа сімей в окрузі і 16,8 % від усієї чисельності населення перебувало на момент перепису населення за межею бідності, при цьому 29,1 % з них були молодші 18 років і 12,0 % — у віці 65 років та старше.

## Відомі уродженці та жителі
- Грета Бостон — американська актриса
- Ослін К. Т. — виконавець пісень в стилі кантрі